# Mark III (traje espacial)

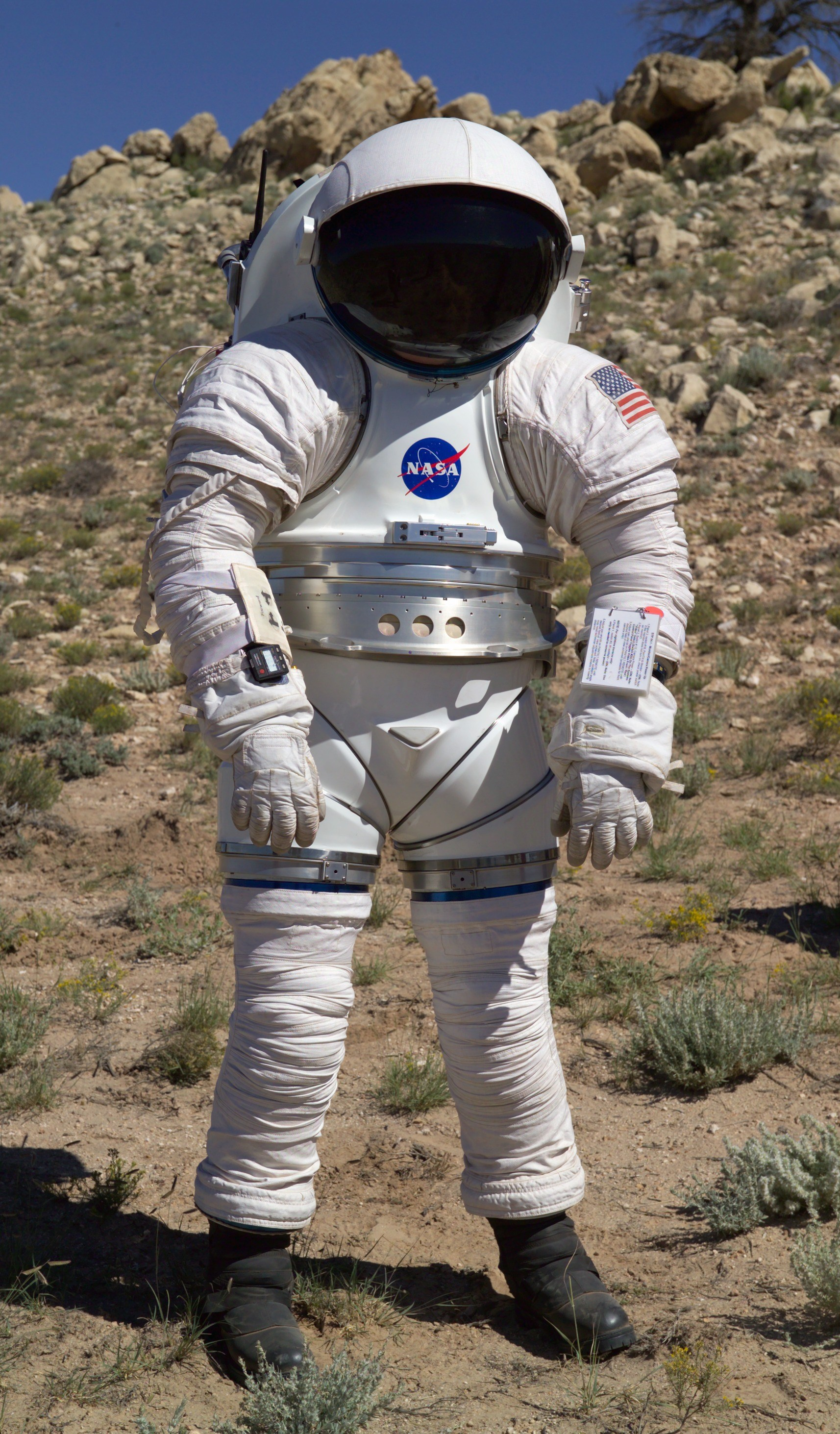
El traje Mark III

El traje Mark III fue un traje espacial experimental desarrollado por ILC Dover y la NASA durante la década de 1990. Fue diseñado para caminar por la luna u otros planetas.

## Características
El Mark III es un traje de entrada trasera, a diferencia del EMU actualmente en uso, que es un traje de entrada a la cintura. El traje incorpora una mezcla de componentes  duros y blandos, incluyendo el torso superior duro,la parte inferior del torso y los elementos de la cadera hechas de grafito / epoxi composite. Los  cojinetes en el hombro, el brazo, la cadera, la cintura, y el tobillo, y las articulaciones eran de materiales blandos.  El Mk III estaba destinado a ser presurizado a una presión relativamente alta de 0,56 atmósferas.